# Bergenhus (bydel)
Bergenhus est un bydel, une division administrative de la kommune de Bergen en Norvège. C'est en fait la ville historique. On y trouve, entre autres :
- la ville historique ;
- l'université de Bergen ;
- la forteresse de Bergenhus, autrefois appelée Holmen, l'ilot ;
- la gare ;
- Grieghallen, une salle de spectacles ;
- la plupart des musées.